# BM-21
BM-21 "Grad" (tiếng Nga: БМ-21 "Град", n.đ. 'mưa đá') là một loại pháo phản lực bắn loạt tự hành cỡ nòng 122 mm thiết kế tại Liên Xô. Hệ thống cùng với rocket M-210F được phát triển từ những năm 1960 và thực chiến lần đầu vào tháng 3 năm 1969 trong Xung đột biên giới Trung–Xô. BM có nghĩa là boyevaya mashina (tiếng Nga: боевая машина – xe chiến đấu) và tên gọi grad có nghĩa là mưa đá. Một hệ thống hoàn chỉnh với xe phóng BM-21 và rocket M-210F được định danh là Hệ thống phóng rocket dã chiến M-21, còn được biết dến rộng rãi hơn là Hệ thống phóng rocket đa nòng Grad.
Ở các nước NATO, hệ thống (toàn bộ hệ thống hoặc xe phóng) được biết đến với tên gọi M1964. Một vài quốc gia khác đã sao chép hệ thống để phát triển các hệ thống tương tự. Hệ thống 9A52-4 Tornado được kì vọng là sẽ thay thế cho Grad tại Nga.

## Mô tả
Hệ thống phóng rocket dã chiến M-21 được đưa vào hoạt động trong Lục quân Liên Xô từ năm 1963 nhằm thay thế cho hệ thống BM-14. Xe phóng BM-21 được dựa trên khung gầm xe vận tải 6x6 Ural-375D bố trí 40 ống phóng theo hình chữ nhật có thể xoay xung quanh cabin không được bọc giáp. Xe sử dụng động cơ xăng V8 làm mát bằng nước cho công suất 180 hp, vận tốc tối đa của xe trên đường bằng là 75 km/h, tầm hoạt động là 750 km và có thể vượt sông sâu 1.5 m. Xe phóng nguyên bản cùng với các trang bị hỗ trợ (bao gồm xe nạp đạn 9T254 mang 60 rocket) có mã định danh GRAU là "9K51" trong khi xe phóng có mã sản xuất là "2B5". Vào năm 1976, khung gầm xe vận tải Ural-4320 đã được chọn để làm nền phóng cho hệ thống.
Kíp chiến đấu 3 người có thể chuyển trạng thái sẵn sàng chiến đấu cho hệ thống trong ba phút. Kíp xe có thể phóng rocket từ trong cabin hoặc từ cơ cấu phóng tại khoảng cách tối đa là 64 m. Toàn bộ 40 quả rocket sẽ được phóng trong khoảng thời gian là 20 giây, nhưng cũng có thể được phóng đơn lẻ hoặc từng đợt ngắn. Thước ngắm toàn cảnh PG-1M với ống chuẩn trực K-1 có thể được sử dụng để ngắm bắn.
Mỗi rocket dài 2.87 m sẽ được xoay theo rãnh xoắn của ống phóng khi bay khỏi hệ thống, cùng với cánh ổn định chính sẽ giúp nó giữ đường bay ổn định. Đầu đạn của rocket là đầu đạn nổ phá mảnh, cháy, hoặc hóa học có thể được bắn từ khoảng cách 20 km. Các loại đạn nổ phá mảnh và đạn rải mìn kiểu mới nhất có thể đạt tầm bắn 52 km, thậm chí xa hơn. Đầu đạn có trọng lượng khoảng 20 kg, tùy theo phiên bản.
Vì có thể phóng toàn bộ rocket vào đối phương trong khoảng thời gian ngắn, hệ thống rất thích hợp để tác chiến đấu pháo tại khoảng cách xa. Một tiểu đoàn gồm 18 xe phóng có thể phóng 720 rocket trong một loạt phóng chỉ dài 20 giây. Tuy nhiên, hệ thống có độ chính xác thấp hơn các loại pháo thông thường và không thể dùng để tấn công chính xác cao (trừ khi dùng loại đạn đặc biệt có điều khiển). Tuy vậy, do thời gian va chạm với mục tiêu ngắn khiến đối phương khó đối phó, BM-21 vẫn là một vũ khí vô cùng hiệu quả.

## Biến thể

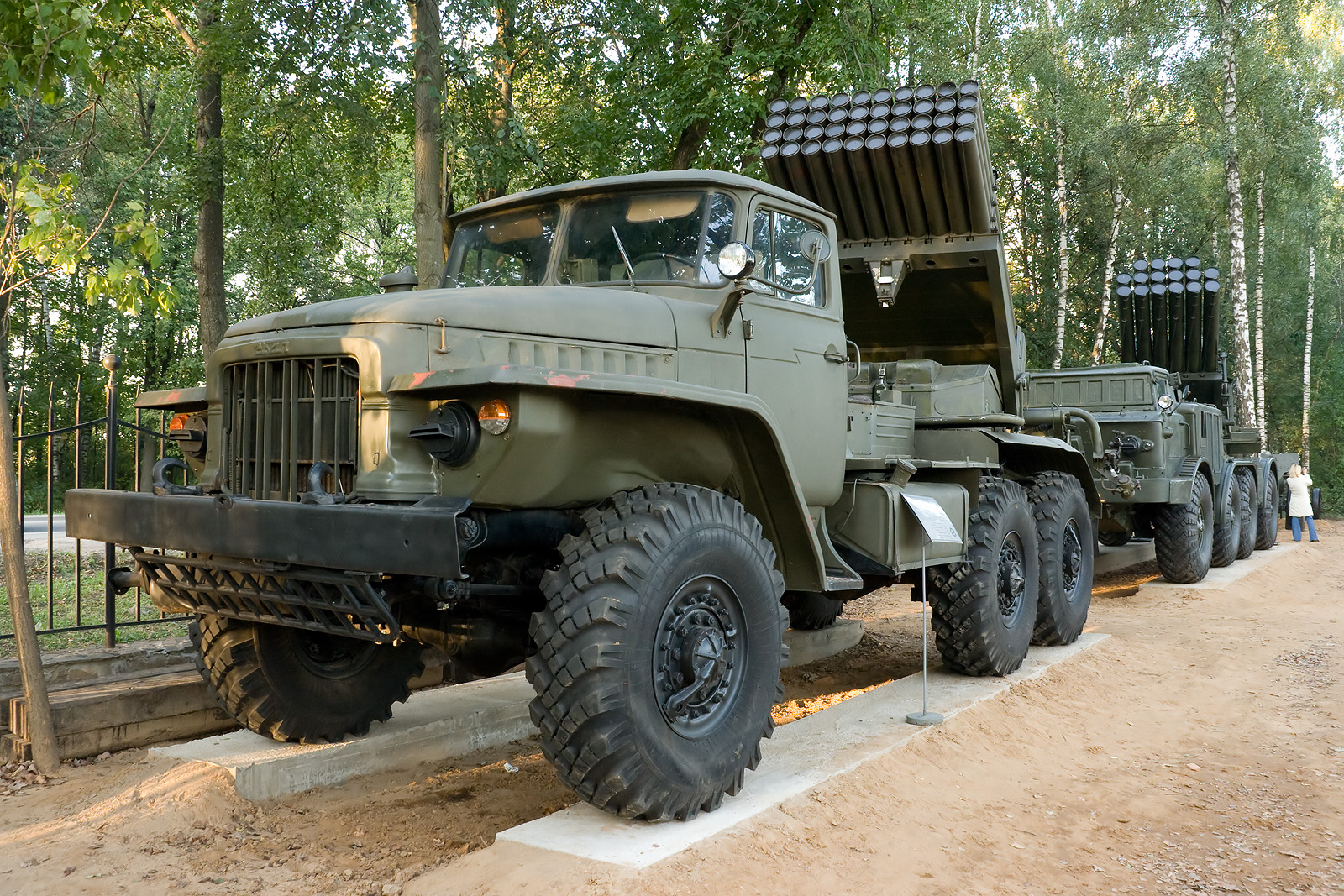
BM-21

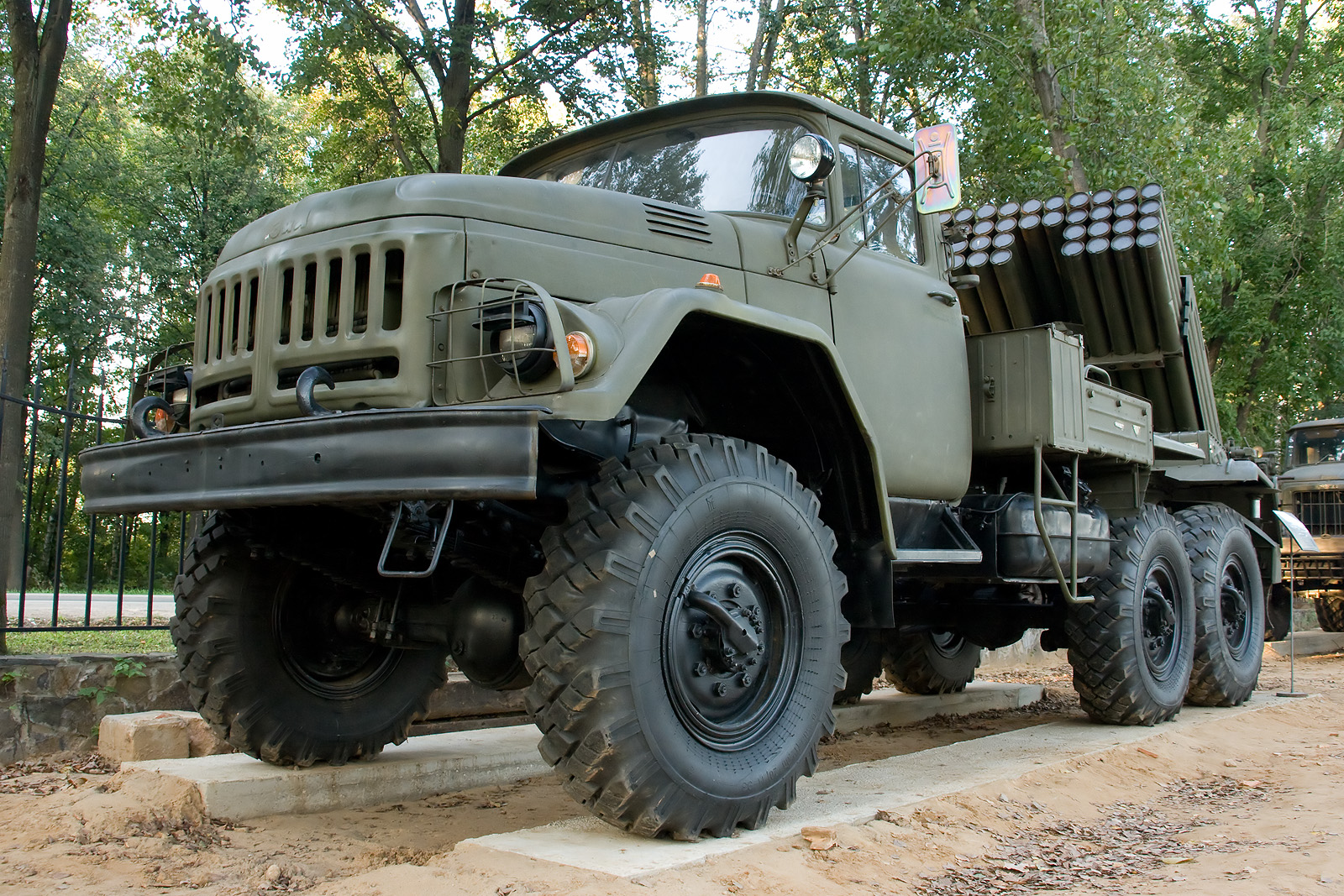
Xe phóng 9P138 của hệ thống Grad-1

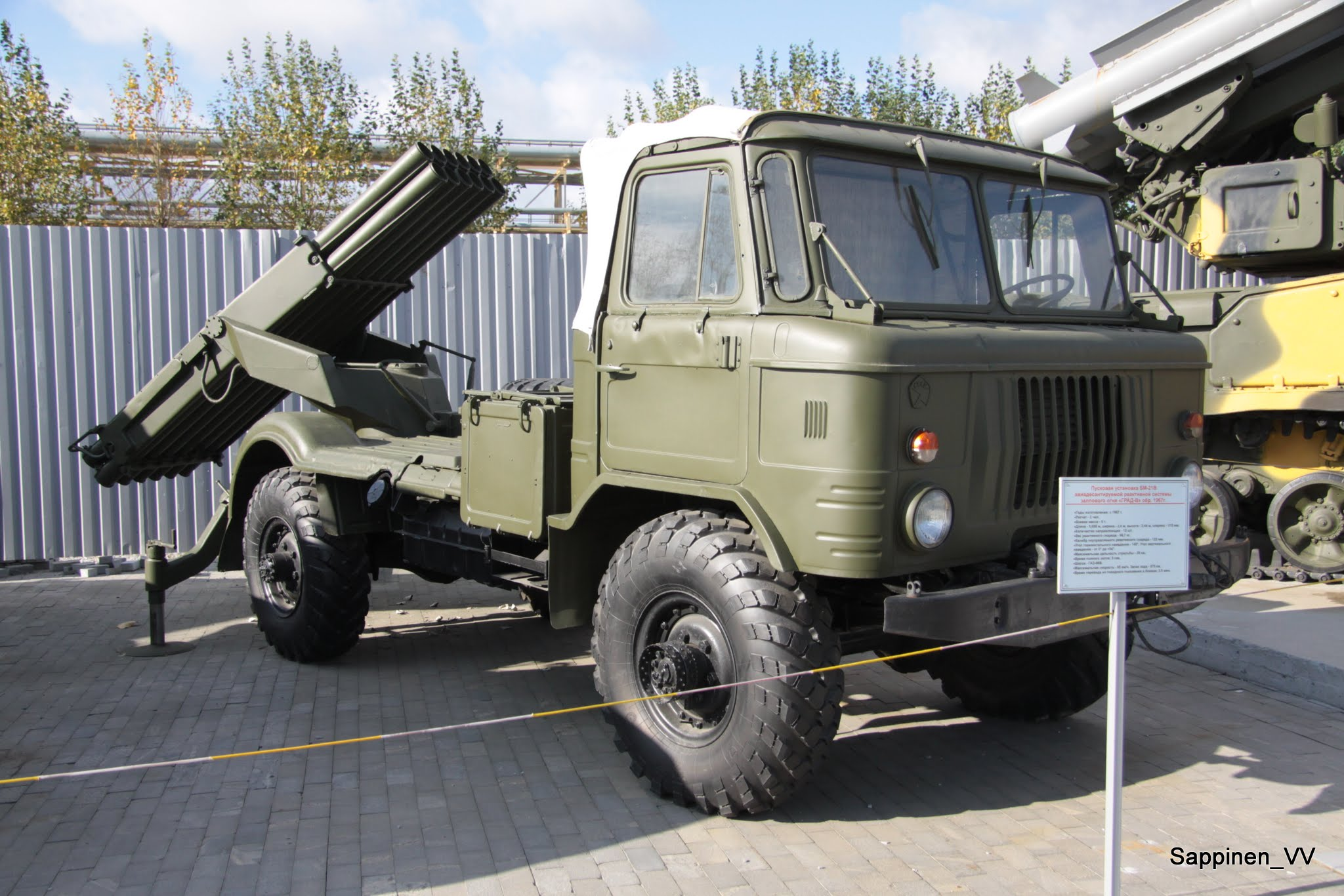
BM-21V VDV

### Nga
- BM-21: Là phiên bản đầu tiên của hệ thống. Đơn vị phóng được gắn trên xe vận tải Ural-375D đã được sửa đổi.

- - BM-21-1: Phiên bản sử dụng khung gầm xe vận tải Ural-4320.
  - 2B17 hay BM-21-1: Phiên bản nâng cấp giới thiệu vào năm 2003 được phát triển bởi Nhà máy Motovilikha. Trang bị hệ thống định vị vệ tinh NAP SNS, hệ thống điều khiển hỏa lực tự động ASUNO, hệ thống rải mìn APP và rocket thế hệ mới với tầm bắn 40 km được đặt trên khung gầm xe vận tải Ural-43201.

- 9P138 "Grad-1": Phiên bản nhẹ hơn với 36 ống phóng, đặt trên xe vận tải 6x6 ZIL-131. Hệ thống với toàn bộ các trang bị hỗ trợ (rocket, xe chở đạn 9T450 và xe nạp đạn 9F380) được định danh là tổ hợp 9K55. Phiên bản này chỉ có sử dụng rocket hạ tầm với tầm bắn 15 km. Thường được biết đến ở phương tây là BM-21b hay M1976.

- BM-21V "Grad-V" (Vozdushnodesantniy – 'đổ bộ đường không') (định danh NATO: M1975): Phát triển cho Lực lượng Đổ bộ đường không Nga vào năm 1969. Gồm 12 rocket 122 mm được gắn trên xe vận tải 4x4 GAZ-66B, hệ thống đủ chắc chắn để có thể được thả dù. Các bộ phận của xe như bạt che cabin có thể được tháo ra hoặc gấp lại để giảm kích thước khi vận chuyển. Tương tự như BM-21, hệ thống có kích giảm chấn ở phía sau để làm tăng tính ổn định khi phóng. Xe phóng có mã sản xuất là 9P215.

- 9А51 "Prima":  Phiên bản gồm 50 ống phóng gắn trên xe Ural-4320. Toàn bộ hệ thống gồm xe phóng, hệ thống kiểm soát hỏa lực, xe chở đạn TZM 9T232M và rocket mới 9M35F có định danh là tổ hợp 9K59. Phiên bản này chỉ được sản xuất với số lượng nhỏ.

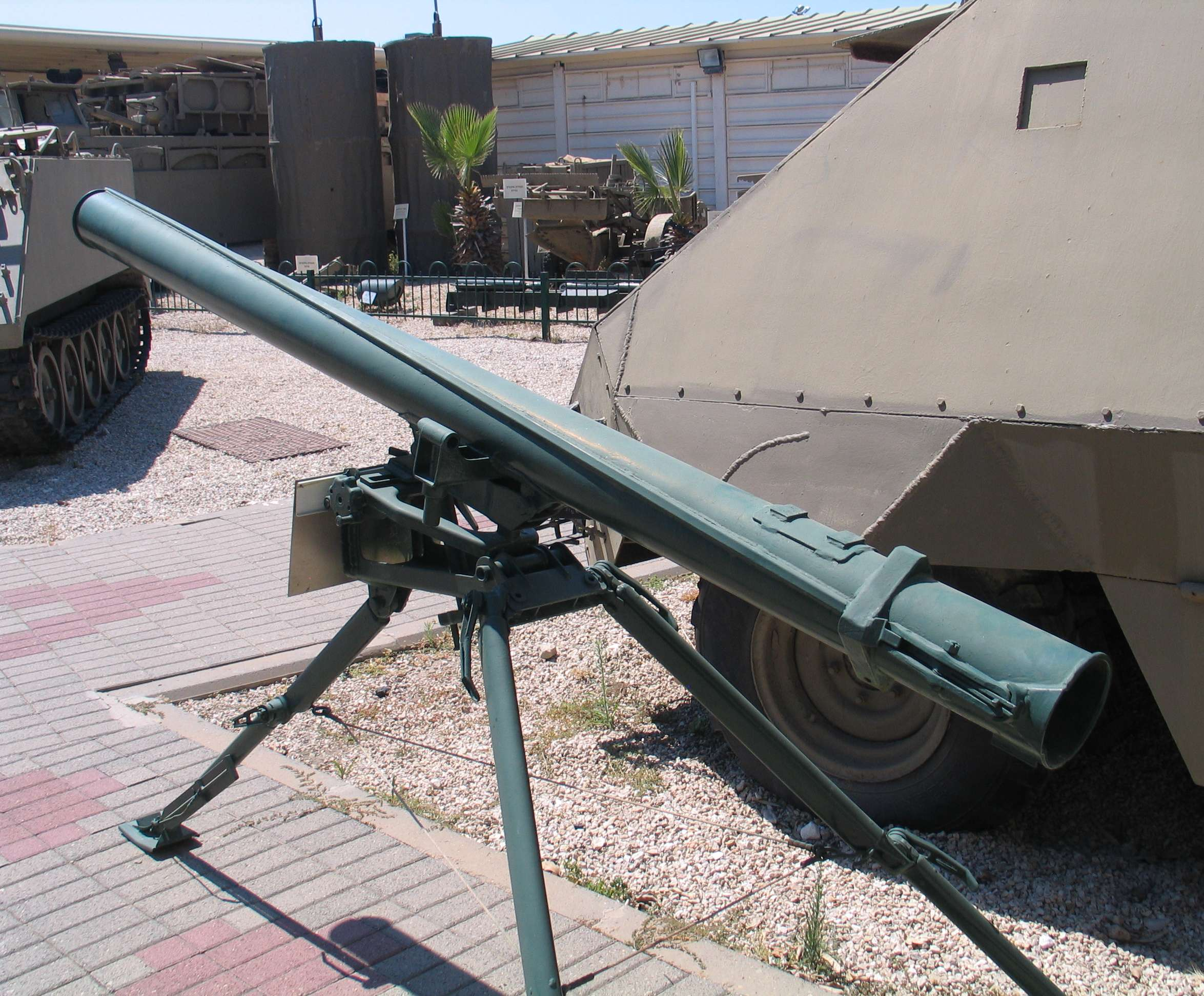
1 Khẩu Grad-P 9K510, thực chất là ống phóng BM-21 được tháo rời để du kích dễ mang vác

- "Hệ thống rocket cơ động hạng nhẹ Grad-P ": Gồm một ống phóng vác vai 9P132 (có thể tái sử dụng), rocket nổ phân mảnh 122 mm 9M22M và một hệ thống điều khiển hỏa lực. Hệ thống được phát triển từ những năm 1960 và được sử dụng bởi quân giải phóng trong Chiến tranh Việt Nam với tên gọi DKB.[13] Dù không được chấp thuận để được đưa vào hoạt động trong quân đội Nga, nó vẫn rất phổ biến với các đơn vị bán quân sự và các nhóm du kích.
  - Ở Việt Nam, những năm giữa thập niên 1960, Quân đội Nhân dân Việt Nam được Liên Xô viện trợ một số dàn pháo phản lực BM-21 cỡ nòng 122 mm. Tuy nhiên, các dàn pháo này được đặt trên các xe tải nên cũng không thích hợp cho chiến thuật du kích. Do đó, Việt Nam đề nghị phía Liên Xô chế tạo cho Việt Nam các ống phóng BM-21 tháo rời riêng lẻ được gọi là 9P132 nhằm dễ mang vác, vận chuyển. Việc sản xuất bắt đầu từ năm 1965.
  - Năm 1966, các ống phóng tháo rời 9P132 được gửi đến Việt Nam nhằm thử nghiệm và chúng đạt kết quả tốt, được Việt Nam gọi là DKB. Trước khi vận chuyển tiếp vào miền Nam, các chuyên gia Liên Xô do Thiếu tướng Belov chỉ huy đã quyết định tiến hành một buổi bắn trình diễn với lãnh đạo Quân đội Nhân dân Việt Nam. Chủ tịch Hồ Chí Minh và Bộ trưởng Bộ Quốc phòng - Đại tướng Võ Nguyên Giáp đã trực tiếp đến xem buổi trình diễn. Mục tiêu có kích thước 400x400 mét, bên trong khu đất vuông vức này là các đường hầm, công sự bê tông cốt thép, mô hình trực thăng và xe bọc thép, tương đương với một căn cứ phòng thủ kiên cố của địch. Lực lượng chuẩn bị bắn trình diễn bao gồm một tiểu đoàn, với 12 giá phóng pháo phản lực, với cơ số đạn mỗi bệ là 12 viên đã được giao nhiệm vụ tiêu diệt mục tiêu từ khoảng cách 8 km. Chỉ trong vòng 15 phút, 12 bệ pháo phản lực đã thực hiện bắn 144 quả rocket về phía mục tiêu. Các đường hào và công sự bê tông, các mô hình thiết giáp vận và trực thăng bị phá hủy và thiêu cháy toàn bộ. Chủ tịch Hồ Chí Minh đã cảm ơn Thiếu tướng Belov, biểu dương sức mạnh của vũ khí Liên Xô và đề nghị Liên Xô khẩn trương cung cấp thêm những loại vũ khí mạnh mẽ cho Quân giải phóng miền Nam[cần dẫn nguồn].
  - Ống phóng 9P132 nhỏ, gọn, dễ mang vác, vận chuyển trong địa hình rừng núi, hỏa lực mạnh, độ cơ động lớn, rất thích hợp cho các chiến thuật du kích - bất ngờ tiến công rồi bất ngờ rút gọn. Tuy các ống phóng này không có tầm bắn và sức công phá khủng khiếp như hệ thống nguyên bản (40 ống phóng gắn trên xe tải), nhưng nếu được biên chế thành những đại đội gồm vài phân đội từ 3-5 khẩu, phóng cùng lúc hàng chục quả đạn thì cũng đủ phá hủy các mục tiêu, căn cứ của đối phương ở cách xa 11 km.
  - Trong trạng thái chiến đấu, toàn bệ phóng có trọng lượng 55 kg, khi hành quân chia làm 2 phần (nòng pháo nặng 25 kg và bệ 3 chân nặng 28 kg). Quả đạn nặng 46 kg. Thời gian chuyển trạng thái từ hành quân sang chiến đấu chỉ 2,5 phút và ngược lại là 2 phút. Toàn bệ phóng nhỏ gọn, dễ mang vác, cơ động trong địa hình rừng núi, phù hợp với chiến thuật đánh nhanh - rút gọn. Thậm chí có những trường hợp DKB bắn không cần ống phóng, không cần giá ba chân, chỉ cần đặt quả đạn lên những chân tạm bằng gỗ hướng về mục tiêu theo góc xác định là có thể khai hỏa.

- BM-21PD "Damba" (Protivodiversionnyi): Thiết kế dùng để bảo vệ các căn cứ hải quân khỏi sự xâm nhập dưới nước, sử dụng loại đạn đặc biệt PRS-60 (Protivodiversionnyi Reaktivnyi Snaryad). Xe phóng cùng xe chở đạn có định danh là tổ hợp DP-62 "Damba".

- A-215 "Grad-M": Phiên bản hải quân gồm 20 ống phóng. Biên chế từ năm 1978.

- 9K51M "Tornado-G": Phiên bản cải tiến từ BM-21 với hệ thống kiểm soát hỏa lực tinh vi, định vị vệ tinh và một hệ thống ngắm mục tiêu tự động.[14]

Ngoài Nga cũng có một vài quốc gia đã và đang sản xuất phiên bản này bao gồm Trung Quốc, Tiệp Khắc, Ai Cập, Iran, Triều Tiên, Ba Lan và Romania.

### Belarus

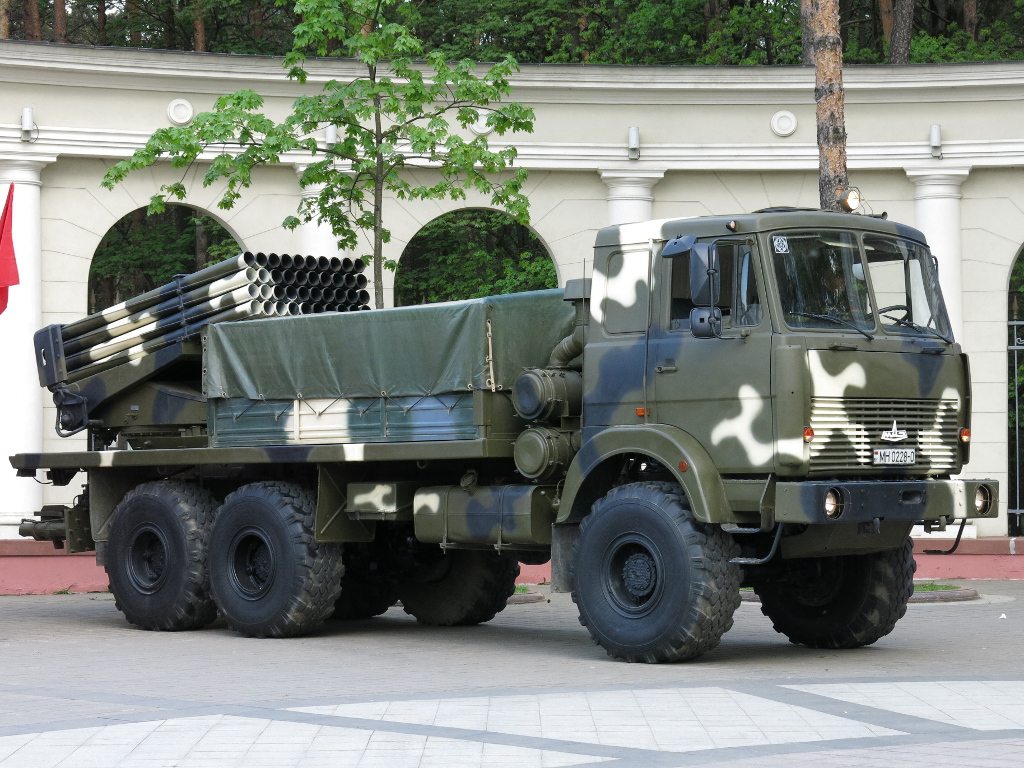
BM-21A "BelGrad"

- BM-21A "BelGrad": Là phiên bản hiện đại hóa dựa trên khung gầm xe vận tải 6x6 MAZ-631705. Giữa cabin và bệ phóng được đặt một đơn vị đạn gồm 40 quả. Hệ thống được thử nghiệm từ năm 1997 và được đưa vào hoạt động từ năm 2001.

### Ukraine
- BM-21K

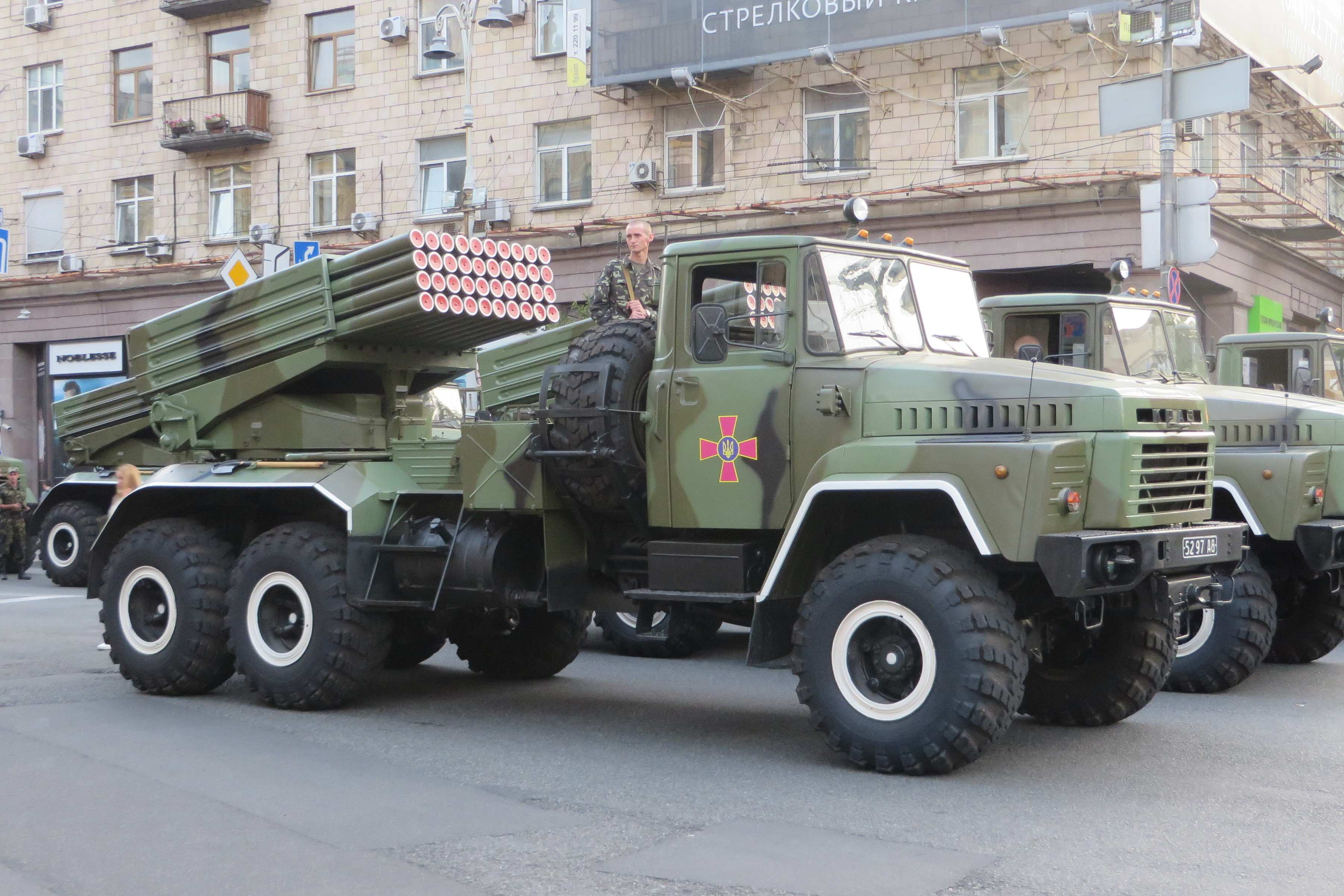
BM-21 Bastion-1

- BM-21M "Grad-U": Ukraine cũng sử dụng khung gầm KrAZ-6322-121 để thay thế cho khung gầm Ural-375 cũ. Một số xe phóng có khung thân dài hơn với thêm 40 đạn rocket dự trữ.[15]
- Bastion-1
- Bastion-2
- BM-21 UM Berest
- Verba

### Georgia

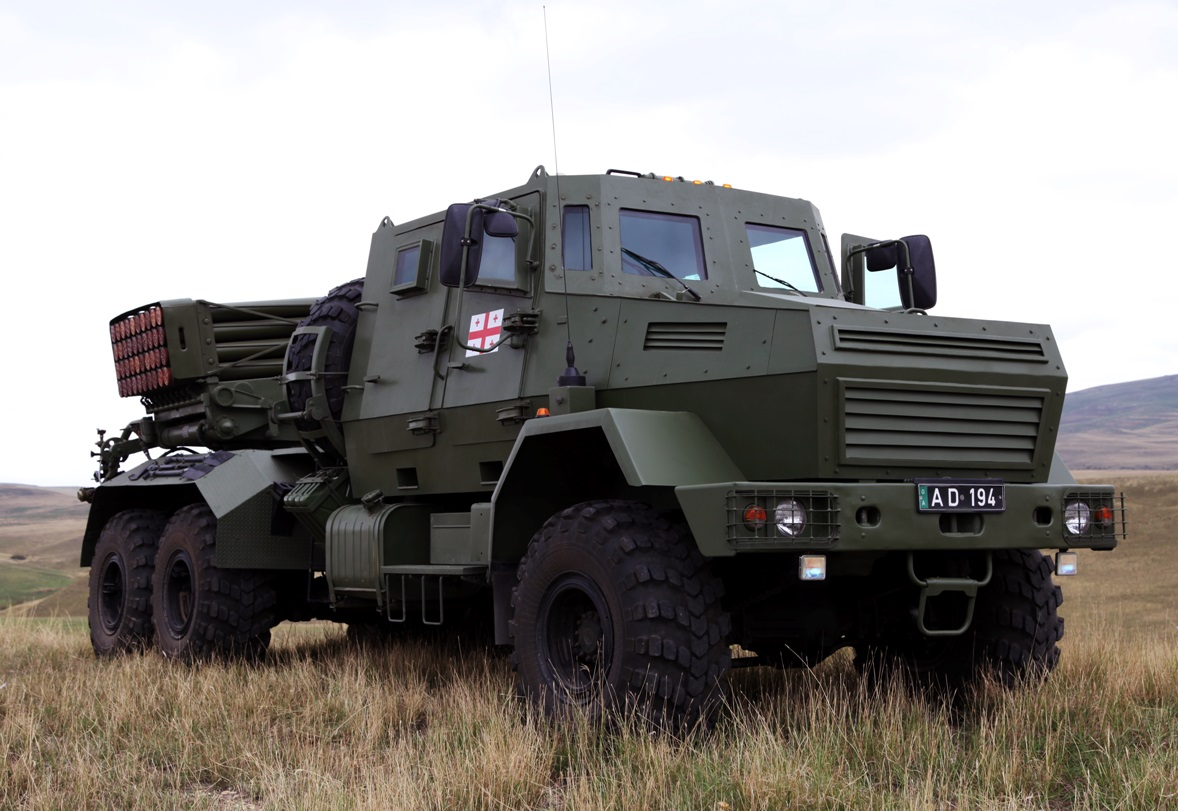
RS-122,

- RS-122 Magaria: Tháng 3 năm 2012, Georgia đã giới thiệu về một mẫu pháo phản lực tự hành hạng nặng dựa trên cơ sở của BM-21 Grad. Các cải tiến mới bao gồm: Buồng lái được bọc giáp theo chuẩn STANAG cấp 2 (STANAG 4569) hoặc cao hơn, trang bị hệ thống ngắm mục tiêu chính xác cao và có tầm bắn 45 km tuỳ loại đạn, đảm bảo chính xác ở tầm xa hơn so với phiên bản cũ. Hệ thống cũng có không gian để chứa thêm 40 quả đạn dự trữ. Kíp chiến đấu có thể khai hỏa từ trong xe giúp giảm thời gian giữa các lần bắn. Tuy nhiên hệ thống vẫn có thể được phóng theo cách thủ công. Nền tảng của hệ thống cũng có thể dùng cho các hệ thống phóng rocket tiên tiến hơn.[16][17]

### Trung Quốc
- Type 81 SPRL: Phiên bản sao chép từ các hệ thống BM-21 thu được trong Chiến tranh biên giới Việt–Trung 1979. Hoạt động trong Quân Giải phóng Nhân dân Trung Quốc từ năm 1982 và tiếp tục được nâng cấp cho đến ngày nay. Do là phiên bản sao chép trực tiếp, Type 81 cực kì giống với phiên bản BM-21 gốc. Nó sử dụng khung gầm xe vận tải 6x6 SX2150, không có các tấm giáp bảo vệ như của BM-21.
- Type 83 SPRL: Phiên bản có 24 ống phóng, dựa trên khung gầm xe tải Dong Feng. Các dãy ống phóng được bố trí thành 3 hàng, mỗi hàng 8 ống. Toàn bộ xe phóng có trọng lượng 8,700 kg và có thể sử dụng như là một phần của hệ thống rải mìn Type 84. Một loại rocket mới có tầm bắn từ 30 đến 40 km cho hệ thống đang được phát triển.
- Type 89 TSPRL: Đây thực chất là hệ thống BM-21 hoặc Type 81 gắn trên khung gầm bánh xích có động cơ 520 hp. Khung gầm này cũng được sử dụng cho pháo tự hành 152 mm Type 83 (PLZ83), pháo chống tăng 120 mm Type 89 (PTZ89) và một vài phương tiện khác. Nó có khối lượng chiến đấu là 27.1 tấn và mang theo 40 rocket dự trữ. Định danh của PLA cho hệ thống là PHZ89.
- Type 90 SPRL: Phát triển bởi NORINCO, hệ thống được trang bị hệ thống vận hành và rải mìn tự động, hệ thống phóng điện tử và máy nạp đạn tự động chưa 40 rocket dự trữ Hệ thống có vẻ ngoài rất giống với M-77 Oganj nhưng lại sử dụng rocket cỡ nòng 122 mm, dựa trên khung gầm xe 6x6 Tiema SC2030. Một tiểu đoàn Type 90 bao gồm 3 trận địa, mỗi trận địa có 6 xe phóng, 6 xe nạp đạn Tiema XC2200 với 80 rocket và một trung tâm chỉ huy đặt trên xe vận tải DongFeng EQ-245 .
- Type 90A: Phiên bản hiện đại hóa với hệ thống điều khiển hỏa lực hiện đại tích hợp GPS. Trạm chỉ huy có thể điều khiển từ xa nhiều hệ thống Type 90 nhằm tạo hỏa lực tối đa.
- Type 90B: Phiên bản kĩ thuật số hóa và là phiên bản mới nhất. Dựa trên khung gầm series xe vận tải Beifang Benchi 2629 (sao chép từ Mercedes-Benz ) và có cabin dài hơn
- PR50 SPMRL: Phát triển từ phiên bản Type 90B với hỏa lực tăng thêm 25% (50 rocket so với 40 rocket). Kết hợp các tính năng của series Hệ thống phóng rocket tự hành  Weishi nhằm làm giảm chi phí vận hành và tăng vòng đời do các linh kiện của 2 hệ thống nay có thể thay thế cho nhau. Hệ thống cũng sử dụng nhiều loại rocket mới với tầm bắn từ 20 đến 40 km.
- WS-6 SPMRL: Phiên bản hạng nhẹ và tối ưu cho triển khai liên tục với số lượng ống phóng giảm 60% so với phiên bản PR50 MLS.

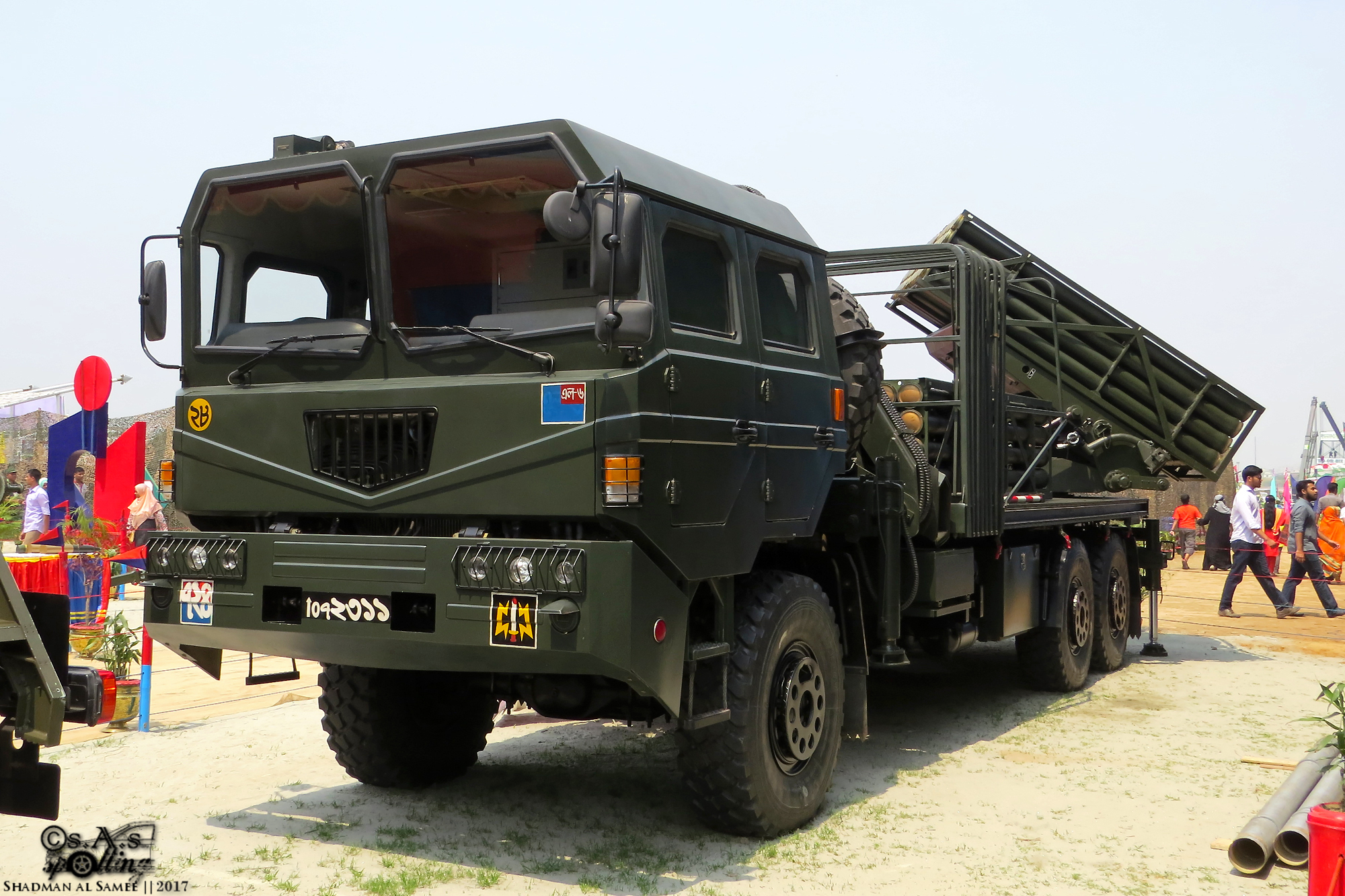
WS-22 SPMRL

- WS-22 SPMRL: Phiên bản sử dụng rocket có hệ thống dẫn đường quán tính. Tầm bắn tiêu chuẩn từ 20 đến 30 km.

### Tiệp Khắc

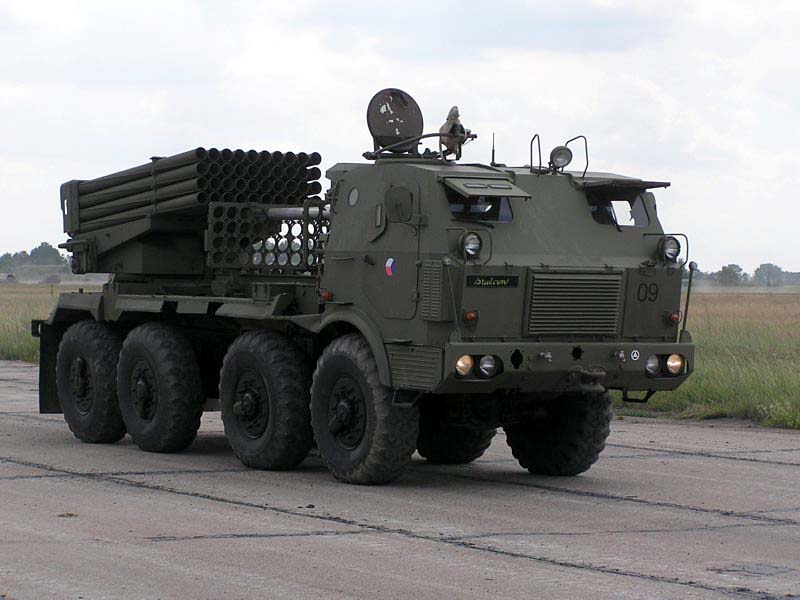
RM-70

- RM-70 (122 mm RAKETOMET vz. 70): Năm 1972, Lục quân Tiệp Khắc đã giới thiệu phiên bản BM-21 mà họ tự sản xuất, với tên gọi là RM-70. Đơn vị phóng bao gồm 40 ống phóng bố trí theo 4 hàng 10 ống và có thể mang thêm 40 rocket dự trữ
  - RM-70/85: Phiên bản cải tiến từ RM-70 sử dụng xe vận tải khong bọc thép Tatra 815.

### Ba Lan

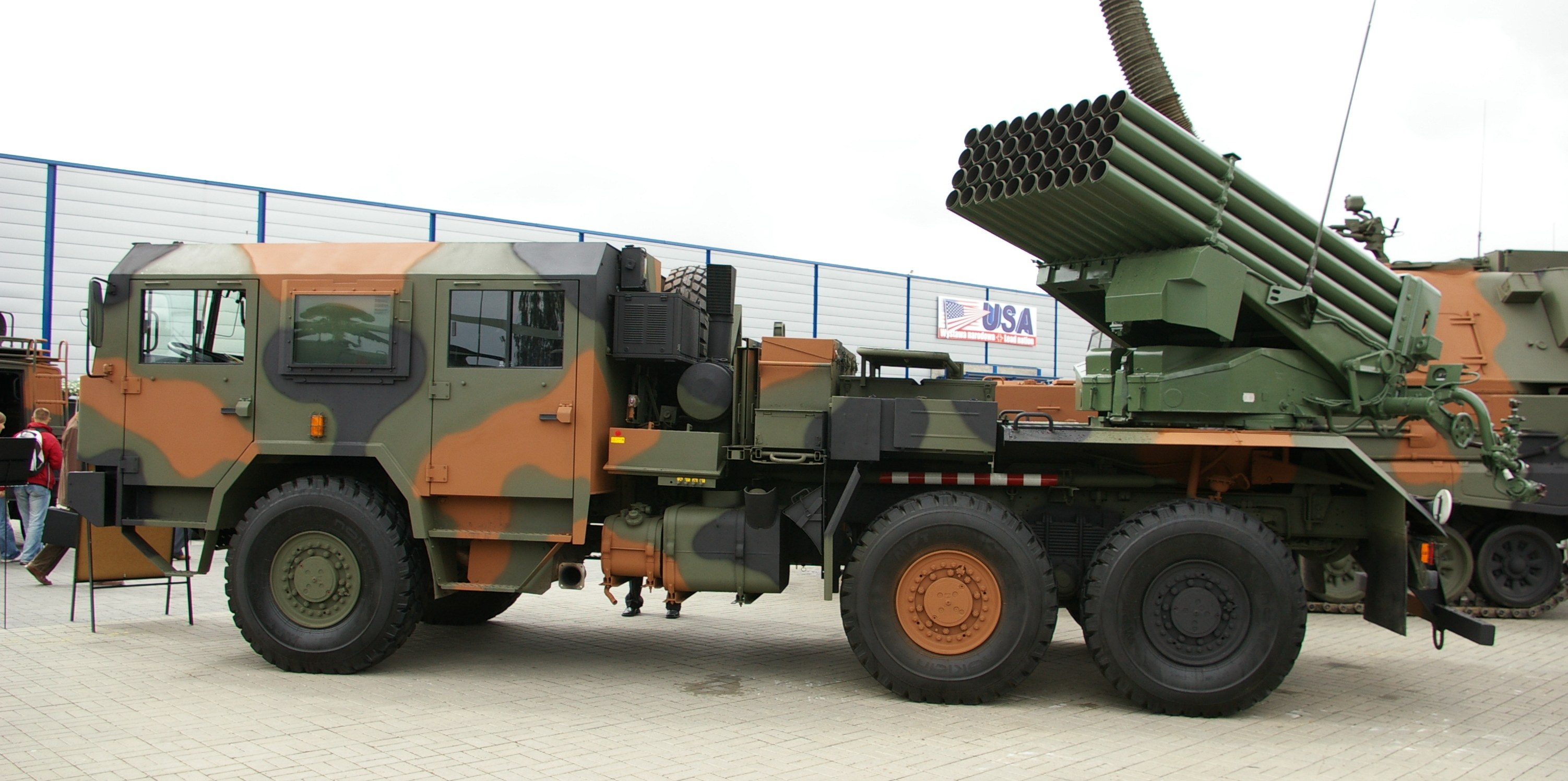
WR-40 Langusta

- WR-40 "Langusta" : Là phiên bản hiện đại hóa của Ba Lan với hệ thống điều khiển hỏa lực mới (với máy tính đường đạn BFC201 và hệ thống định vị Sigma 30) và bệ phóng cải tiến đặt trên xe vận tải Jelcz P662D.35G-27. Xe phóng đầu tiên đi vào hoạt động vào ngày 20 tháng 3 năm 2007. Khoảng 227 hệ thống BM-21 của Ba Lan đã được hiện đại hóa lên phiên bản này. Hệ thống cũng sử dụng rocket mới với phiên bản nổ phá mảnh "Fenix" có tầm bắn 42 km và rocket chở hàng với tầm bắn 32 km. Nền phóng của hệ thống cũng được sẽ được sử dụng cho loại pháo phản lực mới của Ba Lan có lẽ sẽ được phát triển trong tương lai.

### Ai Cập
Ai Cập đã chế tạo được rocket Sakr-18 và Sakr-36 với tầm bắn lần lượt là 18 km và 36 km, và rocket Sakr-45 mới nhất có tầm bắn lên đến 45 km. Ngoài đầu đạn nổ phá thông thường, Ai Cập cũng đã chế tạo đầu đạn thứ cấp nặng 23 kg, có hiệu quả rất lớn đối với các mục tiêu bọc giáp hạng nhẹ và công sự. Các rocket này được phóng bởi xe phóng RL-21 (sao chép từ BM-11) và RC-21 (sao chép từ Bm-21). Công ty Thiết bị máy móc Helwan cũng sản xuất các hệ thống vác vai với từ một, ba, bốn và tám ống phóng.

### Dải Gaza
Từ 2006, Hamas đã bắn các rocket Grad, phiên bản sản xuất tại Iran, và các phiên bản tăng tầm vào Isarel. Các rocket được tin răng đã được mang tới Dải Gaza thống qua các đường hầm từ Ai Cập. Một vài trong số đó được sản xuất tại Trung Quốc Hamas nói rằng họ hài lòng với hiệu quả của các rocket BM-21 từ Trung Quốc hơn do có tầm bắn và lượng nổ lớn hơn so với các rocket từ Pakistan hay các rocket Grad và Katyusha từ Nga.
Hamas sử dụng các ống phóng đơn nhỏ để tấn công Isarel, có định danh là 9P132/BM-21-P. Rocket Grad được sử dụng tại Gaza có tầm bắn vào khoảng 40 km (25 mi), và có thể bắn tới các thị trấn: Ashdod, Beer-Sheva, Ofakim, Gedera, Kiryat Gat, Ashqelon, Sderot, Rehovot, Kiryat Malachi và Gan Yavne của Isarel. Hamas cũng đăng tải một đoạn clip về một bệ phóng rocket đa nòng gắn trên xe tải lần đầu được sử dụng tại Gaza. Ngày 7 tháng 4 năm 2011, hệ thống Vòm Sắt đã lần đầu đánh chặn thành công một rocket phóng từ dải Gaza. Rocket đã được phóng từ một mặt phẳng không cố định và bởi các binh sĩ không được huấn luyện kĩ càng dẫn đến có độ chính xác rất thấp. Hơn 50% rocket bắn trượt thành phố và 10% rơi xuống biển.

### Ethiopia
LIên hợp kỹ thuật sản xuất đạn dược Homicho đã sản xuất được rocket trong khi Liên hợp kỹ thuật cơ giới hóa Bishoftu đã sản xuất được ống phóng và cải tiến chúng để có thể lắp trên các xe tải. Bishoftsu cũng sãn xuất bệ phóng gồm 6 ống phóng để gắn trên các xe tải nhỏ.

### Triều Tiên
- BM-11: Phiên bản 30 ống phóng do Triều Tiên sản xuất. Được xếp thành 2 hàng mỗi hàng 15 ống; toàn bộ rocket có thể được bắn trong vòng 15 giây. Hệ thống sử dụng khung gầm sao chép từ xe tải Isuzu HTS12G của Nhật Bản.
- MRL 122 mm M1977: Mã DIA của Hoa Kỳ của một hệ thống sao chép trực tiếp từ BM-21 "Grad"
- MRL 122 mm M1985: Phiên bản hiện đại hóa có khả năng mang theo 40 rocket dự trữ.

### Iran
Tập đoàn tổ chức công nghiệp quốc phòng của Iran đã sản xuất các phiên bản BM-11 và BM-21 có khả năng phóng các rocket từ thời Liên Xô và rocket nội địa "Arash" với tầm bắn 20.5 km. Cũng có rocket với tầm bắn lên đén 75 km.
- HM20: Phiên bản dựa trên BM-21 của Iran. Gắn trên xe vận tải Mercedes-Benz 2624. Bệ phóng được chia làm 2 phần với 20 ống mỗi phần. Các báo cáo gần đây cho thấy rằng cũng có một phiên bản với hệ thống nạp đạn tự động. [cần dẫn nguồn]
- HM23: Phiên bản hạng nhẹ gồm 16 ống phóng.
- HMxx: Phiên bản của Iran với 30 ống phóng, dựa trên khung gầm xe tải Mercedes-Benz LA 911B. Một số xe cũng được trang bị cân cẩu thủy lực để nạp đạn.

### Iraq
Các rocket 122 mm đã được triển khai bởi Iraq trong Chiến tranh Iran – Iraq đã được thiết kế để mang theo chất độc thần kinh đến mục tiêu. Bao gồm một rocket thông thường được thiết lại để có thể mang theo đầu đạn "Borak" chứa Sarin.

### Pakistan

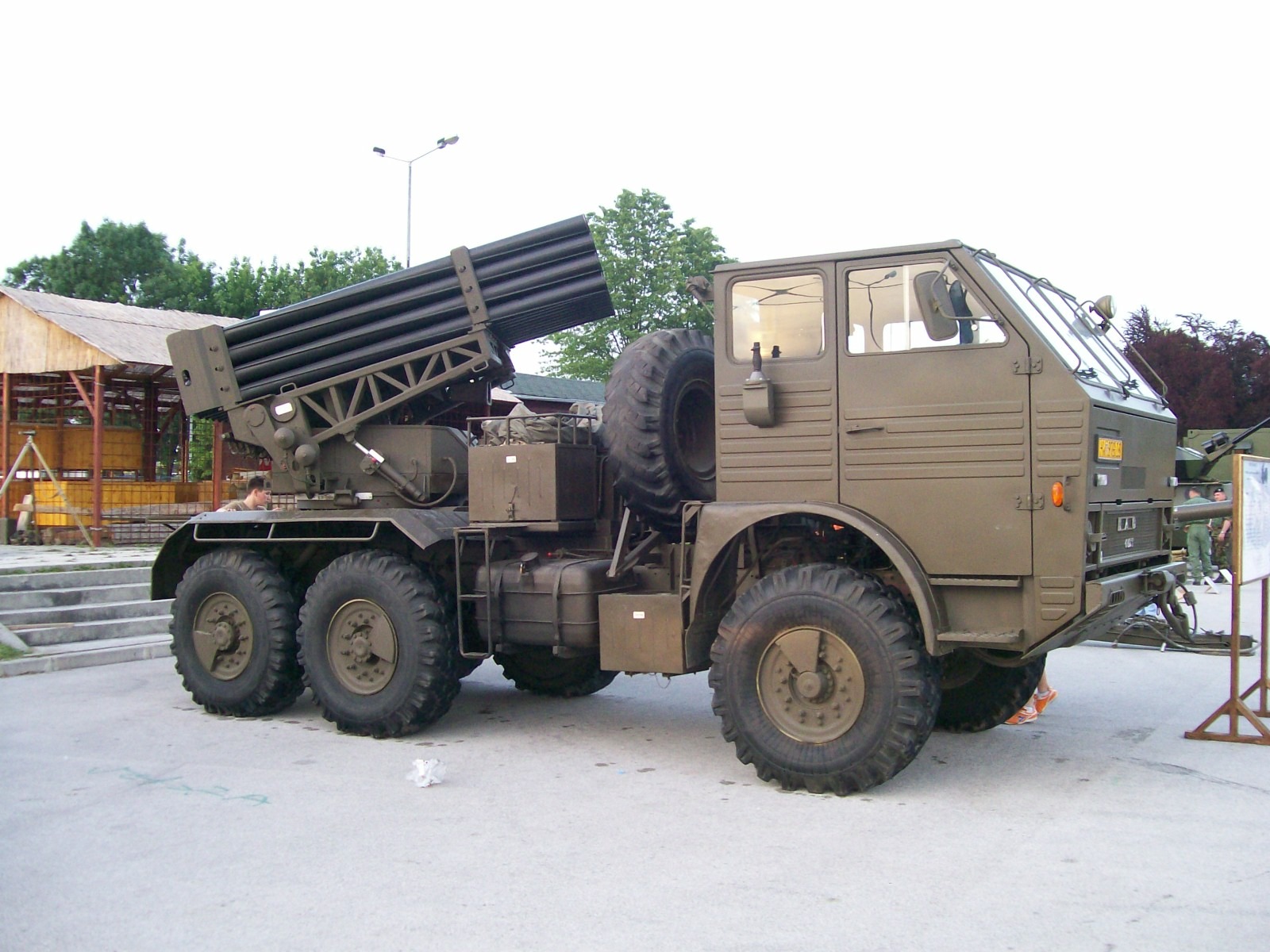
APRA-40

- KRL 122: Viện nghiên cứu Kahuta ở Pakistan đã phát triển bệ phóng rocket dựa trên phiên bản BM-21 "Grad".[cần dẫn nguồn] Hệ thống sử dụng khung gầm xe tải Isuzu nhưng các hệ thống sau này sử dụng xe tải Reo M35.[cần dẫn nguồn] Hệ thống có tầm bắn 40 km với rocket tăng tầm.[25][26][cần dẫn nguồn]

### Romania
- APR-21 (aruncător de proiectile reactive): Phiên bản của Romania bao gồm 21 ống phóng gắn trên khung gầm Bucegi SR-114 4x4. Không còn được sử dụng trong quân dội Romania nhưng đã được xuất khẩu sang Nigeria và Croatia,
- APR-40: Phiên bản cải tiến sử dụng khung gầm xe DAC-665T. Một phiên bản cải tiến nhẹ khác với tên gọi APRA-40 hoặc 40 APRA 122 FMC sử dụng khung gầm DAC 15.215 DFAEG. Mỗi xe phóng thường được đi kèm với một xe nạp đạn MITC với cần cẩu 6 tấn và xe kéo RM13. Hệ thống được sử dụng bởi Botswana, Bosnia, Cameroon, Croatia, Iran, Iraq và Nigeria. 
  - LAROM hoặc LAROM 160: Là phiên bản nâng cấp có sự tham gia phát triển của Isarel. Xe phóng dựa trên khung gầm DAC 25.360 DFAEG, mang theo 2 cặp ống phóng mỗi cặp có 20 ống phóng 122 mm hoặc 13 ống 160 mm.[27] Hệ thống có thể phóng các loại rocket như LAR Mk.IV với tầm bắn 45 km. Hệ thống được đưa vào phục trong Lực lượng mặt đất Romania vào năm 2002.[28]

### Serbia

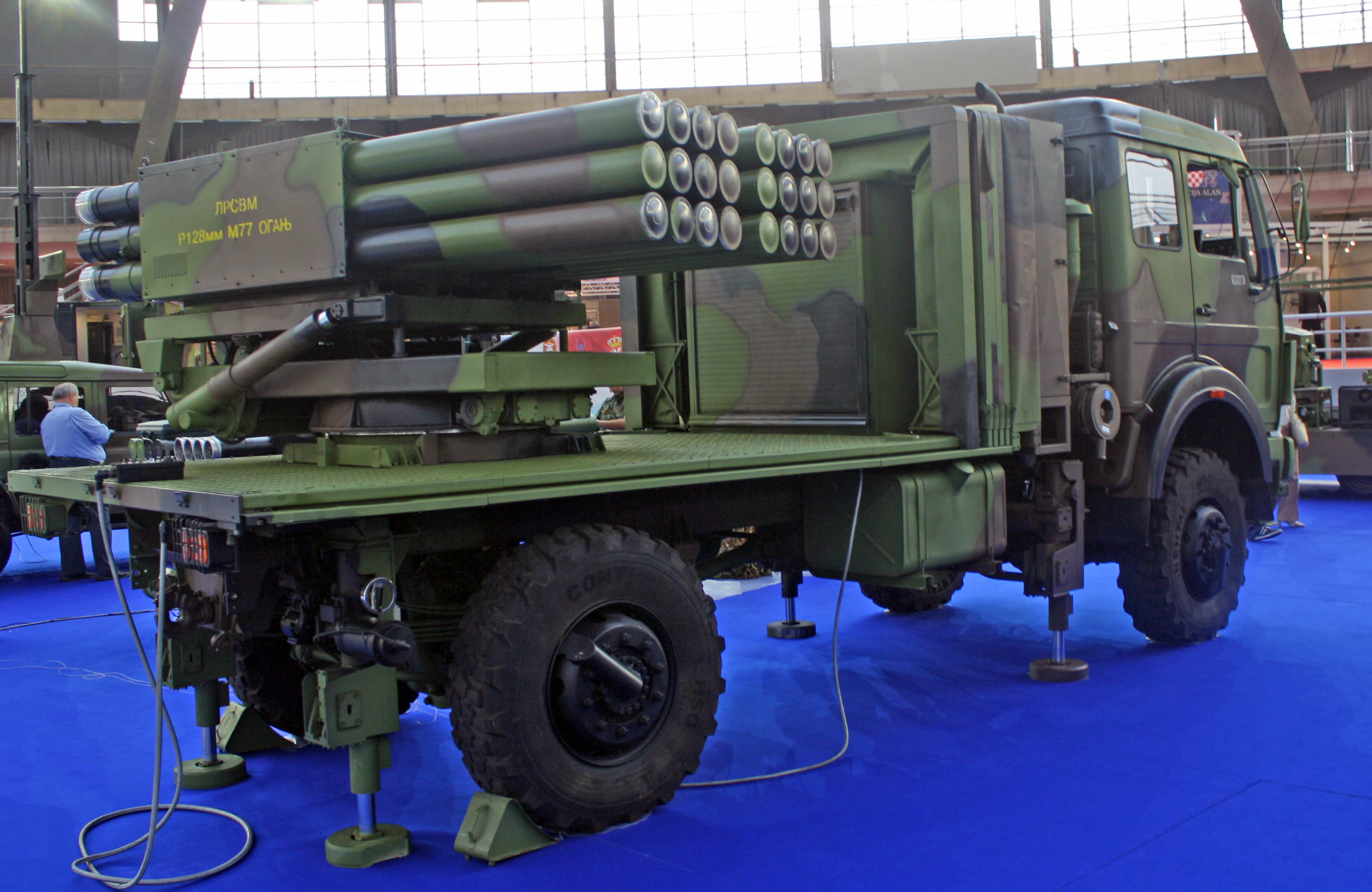
LRSVM Morava

- LRSVM Morava: Hệ thống đa dụng có thể sử dụng tất cả các loại rocket Grad, rocket M-77 Oganj và M63 Plamen.
- G-2000[29]: Sản xuất bởi EdeProm, rocket có tầm bắn 40 km.

### Nam Phi
- Valkiri: Phiên bản của Nam Phi sử dụng khung gầm Unimog trang bị rocket 127 mm.
- Bateleur: Phiên bản mới hơn, chính xác hơn của Valkiri. Dựa trên khung gầm xe cứu hộ quân sự Withings. Đã từng được sử dụng trong Chiến tranh Ogaden.

### Thái Lan
- DTI-2[30]: Sản xuất bởi Viện công nghệ quốc phòng.[31]

### Croatia

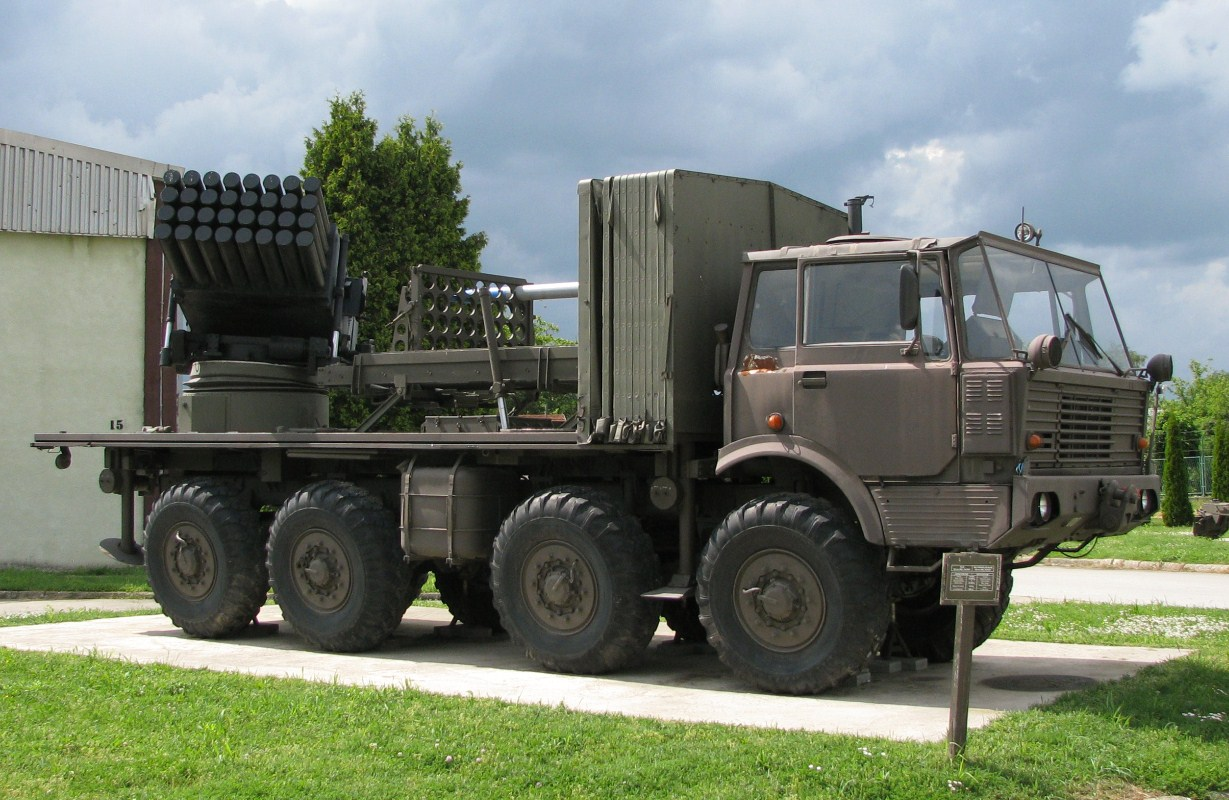
LRSV-122 M-96 "Tajfun

- LRSV-122 M-96 "TajfunLRSV-122 M-96 "Tajfun" (samovozni višecijevni lanser raketa): Phát triển từ hệ thống M-77 Oganj sử dụng ống phóng 122 mm thay cho 128 mm do thiếu rockt 128 mm đặt trên khung gầm xe tải Tatra T813. Tương tự như M-77 Oganj, bệ phóng và đạn dự trữ có thể được phủ bạt để bạo vệ và ngụy trang trong lúc hành quân. Chỉ có một số lượng rất nhở được sản xuất
- LRSV-122 M-92 "Vulkan" (samovozni višecijevni lanser raketa): Phiên bản sửa đổi từ M-77 Oganj.

## Các loại đạn
Phiên bản rocket "GRAD" nguyên gốc có tầm bắn vào khoảng 20 km. Phiên bản sửa đổi đầu tiên có tên "G-M" có tầm bắn được nâng lên thành 27.5 km, trong khi phiên bản thứ hai "G-2000" có tầm bắn lên đến 40 km. Các loại đạn mới nhất hiện nay có tầm bắn lên đến 52 km. Tầm bắn cũng có thể thay đổi tùy theo loại đầu đạn mà rocket mang theo.
|                 | Nguồn gốc   | Loại đạn                          | Tầm bắn tối thiểu | Tầm bắn tối đa | Chiều dài | Khối lượng | Khối lượng đầu nổ |
| mét             | Nguồn gốc   | Loại đạn                          | mét               | metres         | kg        | kg         |                   |
| --------------- | ----------- | --------------------------------- | ----------------- | -------------- | --------- | ---------- | ----------------- |
| 9M22U (M-21OF)  | Liên Xô/Nga | Nổ mạnh                           | 5000              | 20380          | 2,87      | 66,6       | 18,4              |
| 9M28F           | Liên Xô/Nga | Nổ mạnh                           | 1500              | 15000          | 2,27      | 56,5       | 21,0              |
| 9M28K           | Liên Xô/Nga | Mìn chống tăng                    |                   | 13400          | 3,04      | 57,7       | 22,8              |
| 9M43            | Liên Xô/Nga | Đạn khói                          |                   | 20000          | 2,95      | 66         | 20,2              |
| 9M217           | Liên Xô/Nga | Đạn thứ cấp chống tăng            |                   | 30000          | 3,04      | 70         | 25                |
| 9M218           | Liên Xô/Nga | Đạn thứ cấp nổ lõm chống tăng     |                   | 30000          | 3,04      | 70         | 25                |
| 9M519           | Liên Xô/Nga | Gây nhiễu tần số radio            |                   | 18500          | 3,04      | 66         | 18,4              |
| 9M521           | Liên Xô/Nga | Nổ mạnh                           |                   | 40000          | 2,87      | 66         | 21                |
| 9M522           | Liên Xô/Nga | Nổ mạnh                           |                   | 37500          | 3,04      | 70         | 25                |
| PRC-60          | Liên Xô/Nga | Nổ dưới nước (cho BM-21PD)        | 300               | 5000           | 2,75      | 75,3       | 20                |
| Type 90A        | Trung Quốc  | Nổ mạnh                           | 12700             | 32700          | 2,75      |            | 18,3              |
| M21-OF-FP       | Romania     | Nổ mạnh                           | 5000-6000         | 20400          | 2,87      | 65,4       | 6,35              |
| M21-OF-S        | Romania     | Nổ mạnh                           | 1000              | 12700          | 1,927     | 46,6       | 6,35              |
| Edepro G2000/52 | Serbia      | Nổ mạnh                           |                   | 52000          | 2,862     | 64,4       | 19,0              |
| Sakr-45A        | Ai Cập      | Đạn thứ cấp chống tăng/xuyên giáp |                   | 42000          | 3,31      | 67,5       | 24,5              |
| Sakr-45B        | Ai Cập      | Nổ mạnh                           |                   | 45000          | 2,9       | 63,5       | 20,5              |
| 9M22S           | Liên Xô/Nga | Đạn cháy                          | 1500              | 19890          | 2,97      | 66         | 17,8              |
| 9M28S           | Liên Xô/Nga | Đạn cháy                          | 1650              | 15070          | 2,318     | 53         | 17,8              |

Ngoài ra còn các loại đạn cháy, hóa học, phát sáng, mìn chống bộ binh.

## Tham chiến

### Liên Xô
BM-21 lần đầu tham chiến trong Xung đột biên giới Trung-Xô năm 1969
Tháng 3/1969, tranh chấp biên giới Liên Xô - Trung Quốc biến thành xung đột. 2.500 binh sĩ Trung Quốc ồ ạt đổ bộ chiếm đảo Damansky (Đảo Trân Bảo). Liên Xô đáp trả bằng các tổ hợp pháo phản lực đa nòng BM-21 Grad.
Binh sĩ Liên Xô tên là Yuri Sologub kể lại: "18 xe chiến đấu phóng tới 720 quả rocket, mỗi quả nặng 100 kg chỉ trong 1 phút. Tất cả 720 quả rocket này bay sâu vào trong lãnh thổ Trung Quốc, gây thiệt hại nặng cho một ngôi làng và sở chỉ huy ở tiền phương. Quân Trung Quốc sau đó rút khỏi hòn đảo, có lẽ họ không ngờ chúng tôi đáp trả mạnh đến vậy".
Cuối cùng, Liên Xô đã thành công giành lại quyền kiểm soát đảo Damansky. Trong cuộc xung đột, phía Liên Xô tổn thất 58 binh sĩ tử trận, trong khi họ ước tính Trung Quốc tổn thất 800 binh sĩ tử trận, một phần lớn là do trận pháo kích mà BM-21 gây ra.
Trong các cuộc chiến tranh Liên Xô - Afghanistan năm 1979, chiến tranh Chechnya lần thứ nhất năm 1991, chiến tranh Chechnya lần thứ hai năm 1999, chiến tranh Gruzia năm 2008, BM-21 vẫn tiếp tục tham chiến trong biên chế quân đội Nga.

### Việt Nam
Ngày 9/8/1978, Trung tướng Lê Trọng Tấn, Thứ trưởng Bộ Quốc phòng đã ký Quyết định số 589/QĐ-QP về việc thành lập Trung đoàn Pháo hỏa tiễn thuộc Bộ Tư lệnh Pháo binh, lấy phiên hiệu là Trung đoàn 204, địa điểm đóng quân tại khu vực Trường bắn Hòa Lạc (huyện Thạch Thất, Hà Nội). Đây là trung đoàn pháo hỏa tiễn đầu tiên của Việt Nam.
Tháng 2/1979, cuộc chiến tranh biên giới phía Bắc bùng nổ, ngày 18/2/1979, toàn trung đoàn vào trạng thái sẵn sàng chiến đấu cấp 3 và làm công tác chuẩn bị đi chiến đấu trên hướng Quân khu 1, Quân khu 2. Đúng 17 giờ ngày 28/2/1979, toàn trung đoàn xuất phát. Đến 6 giờ, sáng 29/2/1979, một nửa trung đoàn (gồm 24 xe phóng) đã vào đến vị trí tập kết ở xã Cai Kinh (huyện Hữu Lũng, tỉnh Lạng Sơn). Theo kế hoạch, 5 giờ sáng 3/3/1979, trung đoàn sẽ bắn vào sân vận động Lạng Sơn và ga tàu hỏa thị trấn Đồng Đăng. Nhưng sau đó Trung Quốc tuyên bố rút quân, nên khoảng 24 giờ ngày 2/3/1979, trung đoàn nhận được lệnh tạm ngừng chiến đấu, hành quân về đơn vị.
Hiện nay, Quân đội Nhân dân Việt Nam vẫn tiếp tục duy trì BM-21 trong biên chế. Năm 2017, Tổng cục Kỹ thuật (Bộ Quốc phòng) đã cải tiến BM-21 lên phiên bản BM-21M-1. Sau khi áp dụng các công nghệ mới, BM-21M-1 có khả năng tính toán, hiệu chỉnh và điều khiển tự động lấy các phần tử bắn nhanh, chính xác; tích hợp hệ thống thông tin, truyền dữ liệu bảo đảm tác chiến trong mọi điều kiện địa hình, thời tiết, ngày và đêm. Kíp xe của BM-21M-1 rút gọn từ 5 người xuống 4 người. Việc tính toán phần tử bắn, điều chỉnh hướng phóng được chuyển từ thủ công, bán thủ công sang tự động. Thời gian chuẩn bị trước khi bắn của BM-21M-1 rút gọn từ 14 phút xuống chỉ còn 1,5 phút. Đạn rocket cũng được cải tiến theo công nghệ nước ngoài chuyển giao, tăng tầm bắn lên mức 40 km.

## Quốc gia vận hành

Bản đồ các quốc gia vận hành với màu đỏ là các quốc gia từng vận hành.

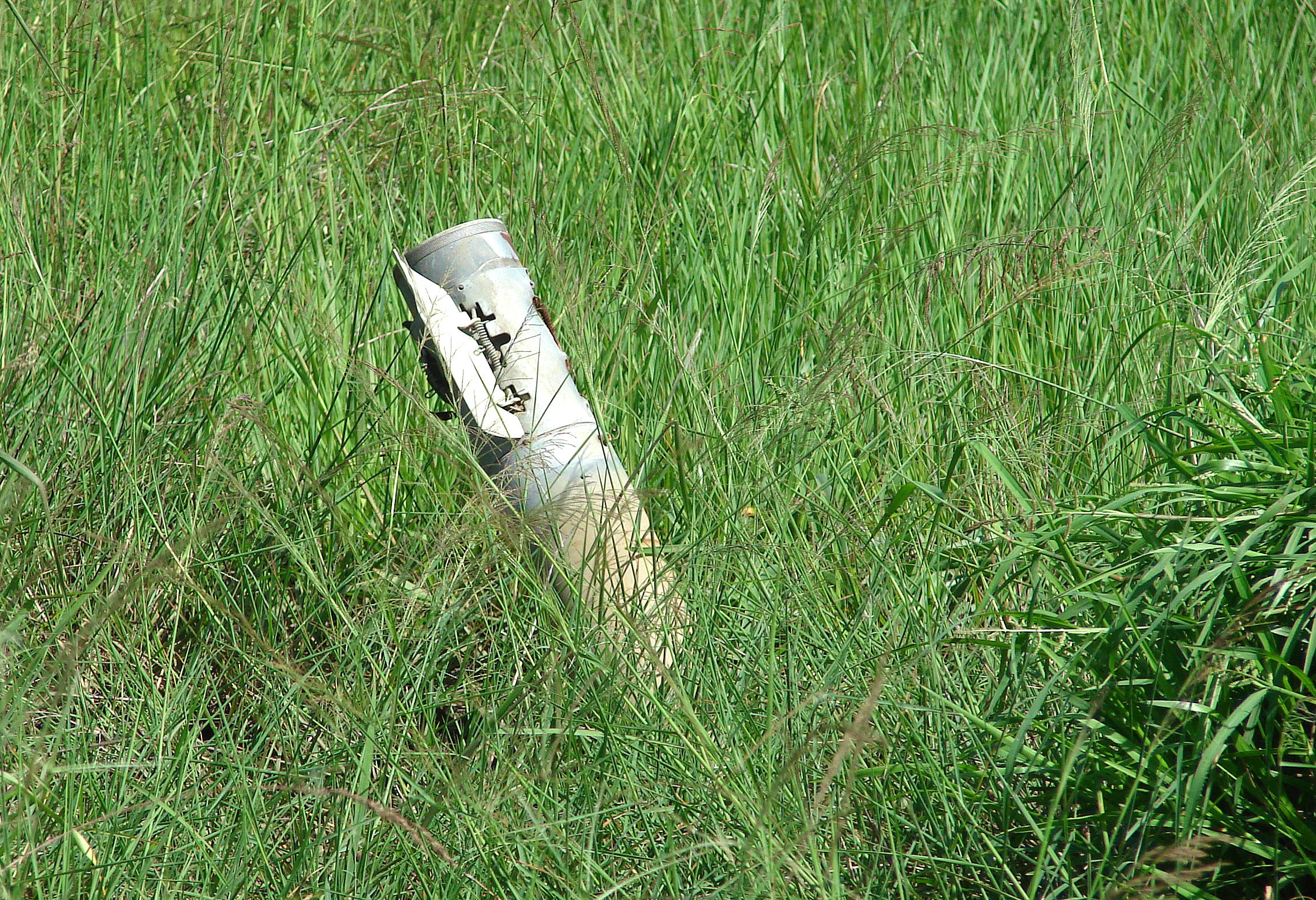
Một rocket 122 mm bị kẹt trong bùn tại Vakarai, Batticaloa trong Nội chiến Sri Lanka.

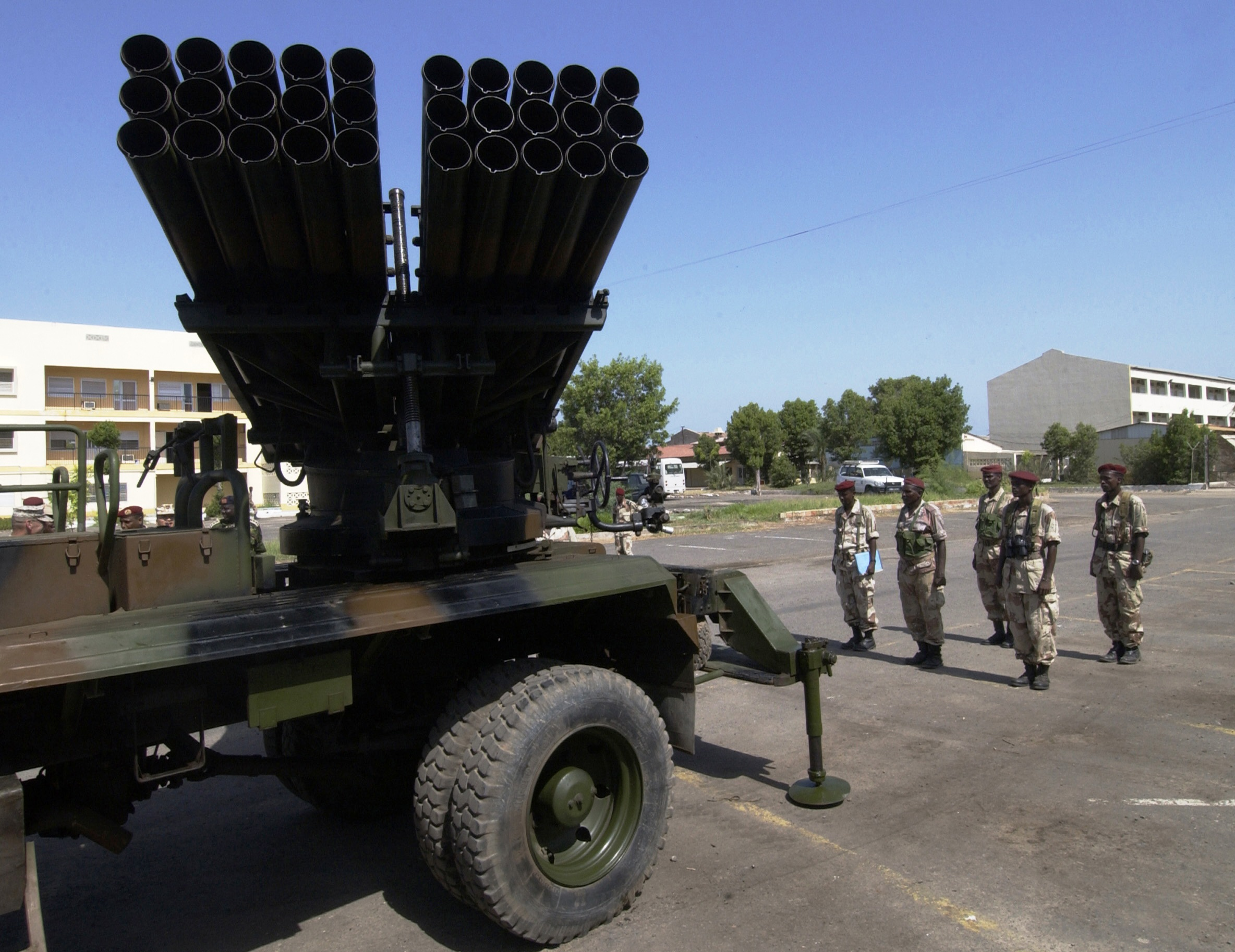
Hệ thống phóng rocket của Lục quân Djiboutian.

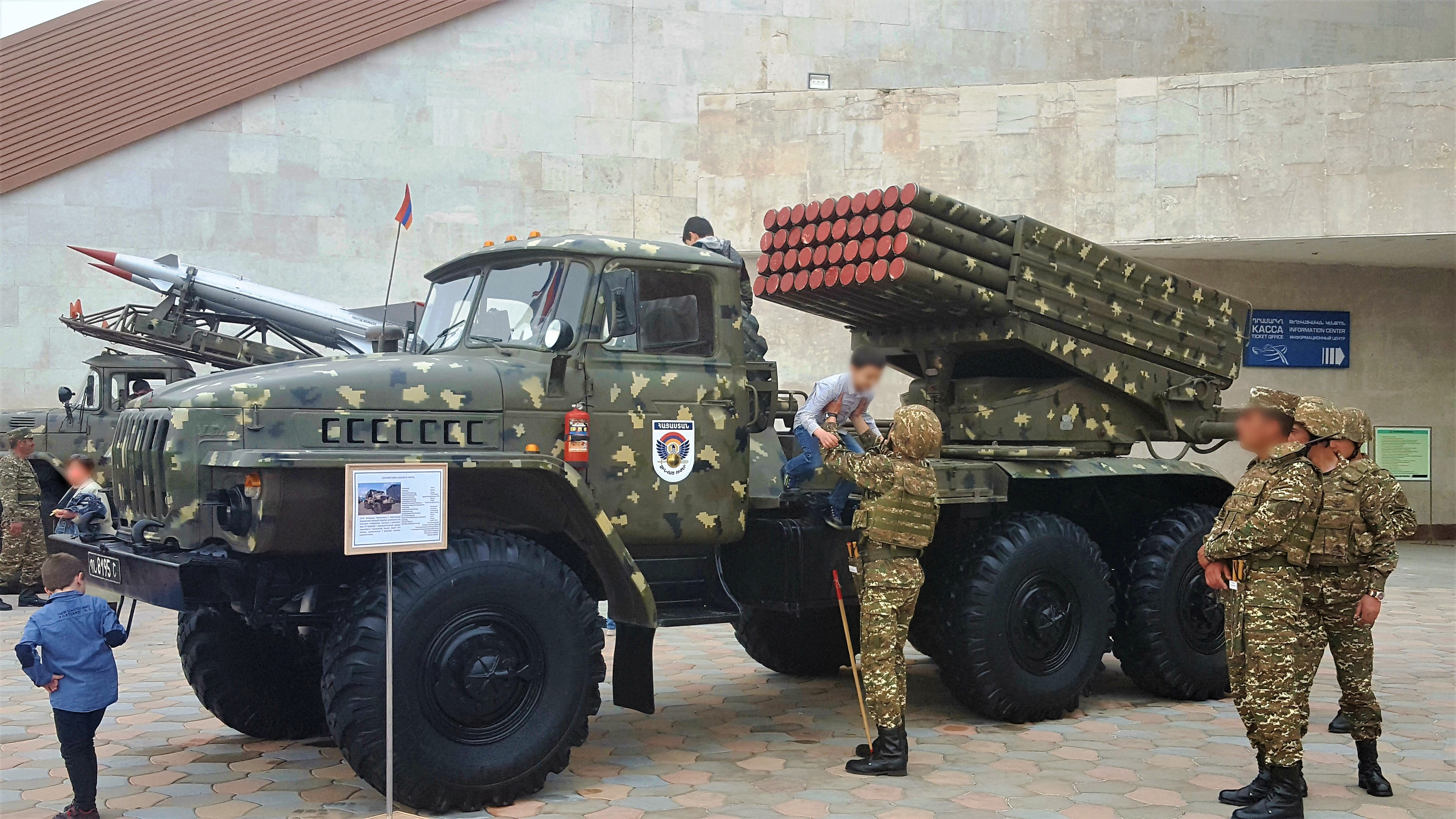
BM-21 trưng bày gần Karen Demirchyan Complex, Armenia.

Phiên bản nâng cấp 9P138 "Grad-1" của Lục quân Myanmar.

### Các quốc gia hiện đang vận hành
- Afghanistan[5]
- Algeria: 85 vào năm 1980[34] và 48 tính đến  năm 2020[35]
- Angola: 100 vào năm 1980[36] và 50 tính đến  năm 2016[37]
- Armenia: 47 tính đến  năm 2016[38]
- Azerbaijan: 43 tính đến  năm 2016[39]
- Bangladesh
- Belarus: 126 BM-21 tính đến  năm 2016.[40] Sử dụng loại đạn 9P138.[41]
- Bosnia và Herzegovina: 1 (BM-21) 36 (APR-40)[cần dẫn nguồn]
- Botswana: 20 APRA-40 tính đến  năm 2021[42]
- Bulgaria: 24 tính đến  năm 2016[43]
- Burkina Faso: 5 APR-40 tính đến  năm 2021[44]
- Burundi: 12 tính đến  năm 2021[45]
- Campuchia: 80 tính đến  năm 2016[46]
- Cameroon: 20 tính đến  năm 2021[47]
- Chad: 6 và 5 Type-81 tính đến  năm 2021[48]
- Trung Quốc
- Cộng hòa Congo: 10 tính đến  năm 2021[49]
- Cộng hòa Dân chủ Congo: 24 tính đến  năm 2021[50]
- Bờ Biển Ngà: 6 tính đến  năm 2021[51]
- Cuba tính đến  năm 2016[52]
- Cộng hòa Síp: 4 tính đến  năm 2016[53]
- Ecuador: 18 tính đến  năm 2016[54] sử dụng khung gầm KAMAZ từ 2019[55]
- Ai Cập: 60 BM-21 và 96 BM-11 tính đến  năm 2016[56]
- Eritrea: 35 tính đến  năm 2021[57]
- Ethiopia: 50 tính đến  năm 2021[58]
  - Lực Lượng phòng vệ Tigray[59]
- Georgia: 13 tính đến  năm 2016[60]
- Ấn Độ: 240 BM-21/LRARs tính đến  năm 2016[61]
- Iran: 100+ BM-21 và 7 BM-11 tính đến  năm 2016[62]
- Iraq: BM-21[63][64] và 9P138.[41]
  -  Kurdistan thuộc Iraq[65]
- Israel: 58 tính đến  năm 2016[66]
- Kazakhstan: 100 trong biên chế và 100 trong kho niêm cất tính đến  năm 2016[67]
- Kenya: 5
- Kyrgyzstan: 15 tính đến  năm 2016[68]
- Lào: Trưng bày vào tháng 1 năm 2019.[69]
- Lebanon: 11 tính đến  năm 2016[70]

 Hezbollah
- Libya[71][72]
- Bắc Macedonia: 6 tính đến  năm 2016[73]
- Mali: 18 vào năm 2012,[74] hơn 30 vào năm 2016 theo Military Balance[75]
- Moldova: 14[cần dẫn nguồn]
  -  Transnistria: 20+ tính đến  năm 2021[76]
- Mông Cổ: 130 tính đến  năm 2016[77]
- Morocco: 36 vào năm 1980[78] và 35 tính đến  năm 2016[79]
- Mozambique: 12 tính đến  năm 2016[80]
- Myanmar: 230 9P138 "Grad-1". là bản nâng cấp với bệ phóng MAM-01, 20 Type-81 và 90 Type-90B.[81]
- Namibia: 5 tính đến  năm 2016[82]
- Nicaragua: 18 BM-21 và 100 BM-21P tính đến  năm 2016[83]
- Nigeria: 25 APR-21 tính đến  năm 2016[84]
- Triều Tiên[85][86]
- Pakistan: 938 tính đến năm 2021[86]
- Palestine: Hamas và các tổ chức khác (bao gồm các rocket có tầm bắn 20 km của Iran và 40 km của Trung Quốc)[87][88][89]
- Tập tin:YPG insignia.jpg Lực lượng phòng vệ nhân dân (YPG): một hệ thống[90]
- Peru: 22 tính đến  năm 2016[91]
- Ba Lan: 250 in 1980[92] và 75 tính đến  năm 2016.[93] Vào năm 2018 một số lượng không rõ các hệ thống RM-70 và BM-21 Grad đã được bán cho Cộng hòa Séc và tặng cho nhiều quốc gia Bắc Phi.[94] 93 vào năm 2020. Sẽ được thay thế bởi M142 HIMARS.[95]
- Romania: 135 APR-40 (54 đang được nâng cấp lên phiên bản LAROM), 6 BM-21 được gắn trên thuyền tính đến  năm 2016[96]
- Nga: 982;[97] rocket hết hạn dùng cho huấn luyện 9F839-1 Bobr. 2,500 (1,700 đang được niêm cất) tính đến 2012 (theo Viện Quốc tế Nghiên cứu chiến lược năm 2012). 70 đơn vị hiện đại hóa Grad-M được chuyển giao vào năm 2016,[98] thêm 18 vào năm 2020.[99]
- Senegal: 8 Grad-U[100]
- Serbia: 348[cần dẫn nguồn]
- Somalia[101]
  -  Somaliland[102]
- Nam Sudan[103]
- Sudan: 120 tính đến  năm 2016[104]
- Syria[105]
- Tajikistan: 3 tính đến  năm 2016[106]
- Tanzania: 58 tính đến  năm 2016[107]
- Turkmenistan: 70 tính đến  năm 2016[108] cũng sử dụng loại 9P138.[41]
- Ukraine: 185 BM-21s tính đến  năm 2016.[109] cũng sử dụng loại 9P318.[41]
  -  Lực lượng thân Nga tại Donbas[65]
- Uganda: 6+ tính đến  năm 2016[110]
- Uzbekistan: 36 tính đến  năm 2016.[111] cũng sử dụng loại 9P138.[41]
- Venezuela: 24 tính đến  năm 2016[112]
- Việt Nam: Hơn 350 tính đến  năm 2016[113] cho đến 2022
- Yemen: 280[cần dẫn nguồn]
- Zambia: 30 (12 có thể tái hoạt động) tính đến  năm 2016[114]

### Các quốc gia từng vận hành
- Croatia: 31 tính đến  năm 2016[115]
- Phần Lan[cần dẫn nguồn]: 34 đơn vị với tên gọi122 RakH 76, Phần Lan tiếp tục sử dụng 36 hệ thống Ex-GDR RM-70/85s dưới định danh 122 RakH 89.
- Đông Đức: 72 đơn vị, chuyển giao cho các nước thừa kế.
- Hungary: 40 vào năm 1980.[116]
- ISIS[117]
- Liên Xô: Chuyển giao cho các nước thừa kế.
- North Yemen: 65+, supplied in 1979[118]
- Nam Yemen[119]
- Yugoslavia: Chuyển giao cho các nước thừa kế.

### Chỉ dùng để thử nghiệm
- Hoa Kỳ: 75[120]